# 이원 청향당실기 목판
이원 청향당실기 목판(李源 淸香堂實紀 木板)은 대한민국 경상남도 함양군 병곡면 송평리에 있는, 이황과 조식의 문인이었으며, 영남학파 유림의 대표적 인물이었던 청향당 이원(1501∼1569) 선생의 글을 목판에 새긴 목판이다.
1997년 1월 30일 경상남도의 유형문화재 제317호 청향당실기책판으로 지정되었다가, 2018년 12월 20일 현재의 명칭으로 변경되었다.

## 개요
이황과 조식의 문인이었으며, 영남학파 유림의 대표적 인물이었던 청향당 이원(1501∼1569) 선생의 글을 목판에 새긴 것이다. 크기는 가로 20.5㎝, 세로 16.5㎝이며, 총 68매이다.
책의 머리말에는 병조참판 유치명이 쓴 서문이 있으며, 권1에는 이황 선생의 시를 비롯하여 언행록, 묘갈, 묘명 그리고 배산서원의 서원기 등이 수록되어 있다. 권2에는 이황 선생의 시 12수와 조식 선생의 시 10수 등이 수록되어 있다.
간행 기록으로 보아 산청 단성의 배산서당에서 간행하여 후손들이 선생의 강학소인 구사재로 옮겨온 것으로 추정된다.
이것은 이원 선생과 교류했던 인물과 그의 사상을 파악할 수 있는 자료로 평가된다.

## 참고 문헌
- 이원 청향당실기 목판 - 국가유산청 국가유산포털